# 판씨네마
판씨네마(PANCINEMA)는 대한민국의 영화 배급사이다.